# Ansy Sevdal
Anna Sofía "Ansy" Sevdal (født 20. december 1993) er en færøsk fodboldspillere, som har spillet 37 landskampe for Færøerne (per 21. august 2020). Siden 2013 har hun spillet for EB/Streymur/Skála i 1. deild kvinnur. Tidligere har hun spillet for B68/NSÍ fra 2008 til 2009 og for Víkingur Gøta fra 2010 til 2012.